# Дейв Дір
Дейв Дір (англ. Dave Dir; нар. 23 червня 1959) — американський футболіст, що грав на позиції воротаря, футбольний тренер та тележурналіст. Як футболіст грав у United Soccer League; як тренер працював у Національній асоціації студентського спорту, Американській професійній футбольній лізі та MLS, а також збірній США віком до 20 років. Дір був головним тренером у MLS у першому її сезоні в команді «Даллас Берн». До часу своєї відставки в 2000 році в матчах MLS він мав показник у 81 перемогу, 75 поразок і 4 нічиї, що вивело його на той час на перше місце серед усіх тренерів ліги за кількістю перемог, до того часу, поки цей показник не перевершив Томас Ронген у 2001 році.

## Кар'єра футболіста
Дейв Дір грав у молодіжній ккоманді «Чикаго Кікерс», та навчався в Університеті Західного Іллінойсу, де отримав спеціальність тележурналіста. У 1980 році клуб «Чикаго Стінг» з Північноамериканської футбольної ліги задрафтував Діра своїм першим вибором на коледж-драфті NASL 1980 року. Він отримав травму в своєму ж першому сезоні, і так і не зіграв у чемпіонаті за команду. Пізніше він грав за «Колорадо Кометс» із United Soccer League.

## Тренерська кар'єра

### Початок кар'єри
У 1989 році Дір розпочав тренерську кар'єру помічником головного тренера в команді «Колорадо Фокс» з Американської професійної футбольної ліги. У 1990 році Університет Реджис призначив Діра головним тренером чоловічої команди університету, і його команда виграла спортивну конференцію Рокі-Маунтін у перших двох сезонах роботи головного тренера із результатом 10 перемог, 5 поразок і 2 нічиї у 1990 році, та 9 перемог, 5 поразок і 4 нічиї у 1991 році. У 1990 році він був визнаний тренером року конференції.
У 1992 році Дір залишив університетську команду, тав став головним тренером команди «Колорадо Фокс». За два з половиною сезони з командою він двічі виграв чемпіонат Американської професійної футбольної ліги, а також щорічні чемпіонати регулярного сезону та Кубок професіоналів 1992 року за участю канадських команд. У травні 1994 року він пішов у відставку з посади головного тренера клубу, коли його дружину, яка працювала стюардесою, перевели на нове місце роботи.

### Даллас Берн
У 1994 році MLS, яка готувалася до свого першого сезону, звернулася до Діра з проханням стати керівником відділу персоналу гравців, відповідальним за весь пошук і створення початкового пулу гравців MLS. Він був першим співробітником, найнятим MLS. Дір працював із заступником комісара ліги Сунілом Гулаті як директор з персоналу гравців нової ліги протягом двох років.
У 1996 році Дір залишив посаду в лізі, та став першим головним тренером клубу «Даллас Берн». Цю посаду він обіймав з 1996 року, року заснування клубу, до 2000 року. У 2000 році клуб звільнив головного тренера. Він працював найдовше з перших десяти головних тренерів MLS, і виграв з командою Відкритий кубок США 1997 року. Дір залишається в першій десятці за кількістю перемог у MLS як головний тренер за весь час існування ліги.

### Пізніший період тренерської кар'єри
У 2002—2011 роках Дейв Дір працював помічником головного тренера збірній США віком до 20 років. Він був тренером команди протягом чотирьох циклів роботи збірної з різними головними тренерами.
У 2002 році Дір став партнером національної футбольної освітньої компанії «Associated Soccer Group», і обіймав посаду президента цієї асоціації, яка керувала та наглядала за діяльністю клубів у Далласі, Джорджії та Флориді.
З 2011 по 2012 рік Дір був головним скаутом клубу «Ванкувер Вайткепс». З 2012 до 2014 року він був помічником головного тренера клубу «Колорадо Репідс».

## Телевізійна кар'єра
Дейв Дір став футбольним телекоментатором на ESPN і Fox Sports. Він вів передачу «Чемпіонат світу сьогодні ввечері» (World Cup Tonight) у 2002 році та був співведучим «MLS Primetime». Він також надавав барвисті коментарі для трансляцій національних команд, а також Кубка MLS на ABC. Він також організовував трансляції матчів MLS для кількох клубів ліги.